# Coroa do Príncipe da Transilvânia

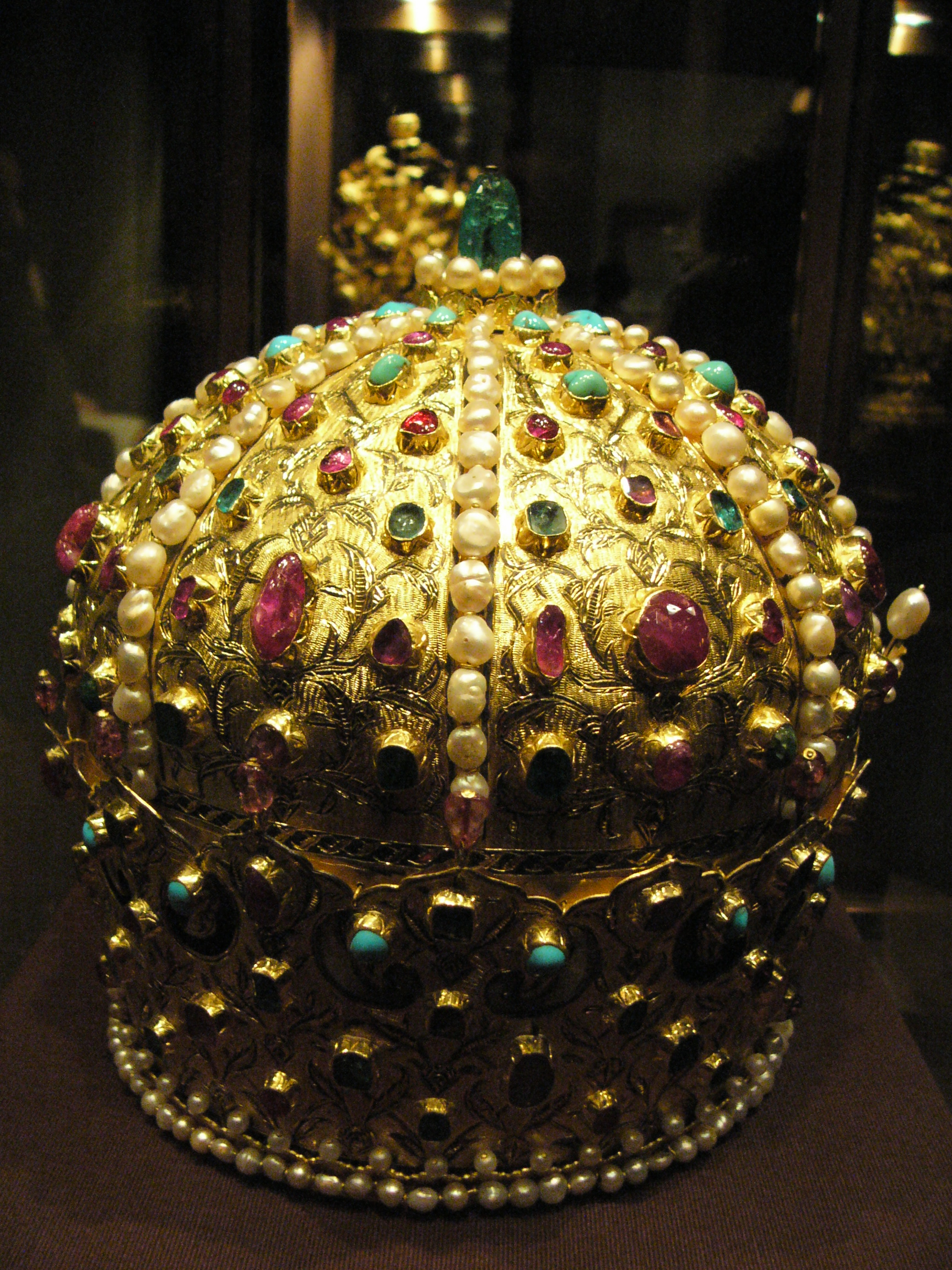
Coroa de Estevão Bocsai, Príncipe da Transilvânia

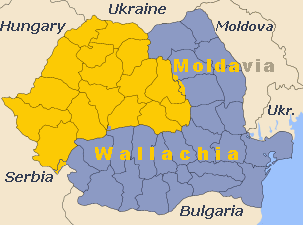
A Transilvânia (em amarelo) no mapa da Romênia.

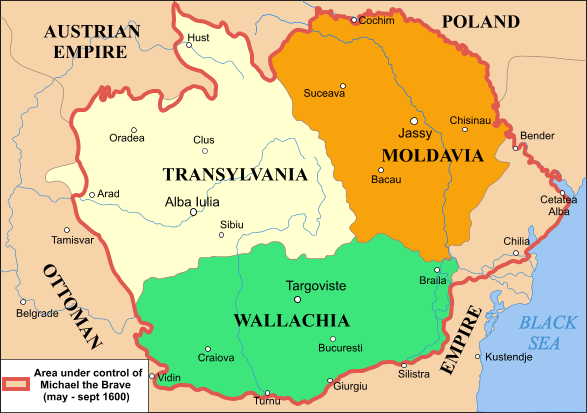
Valáquia, Moldávia e Transilvânia no fim do século XVI.

A Coroa do Príncipe Herdeiro da Transilvânia, ou Coroa de Estêvão Bocskai outra forma como também é conhecida, é datada de 1605.  Foi desenvolvida por ourives otomanos, na Pérsia, à época do Principado da Transilvânia.[carece de fontes?]

## História
A peça foi um presente dos governantes otomanos a Estevão, como forma de demostrar sua gratidão pelo seu auxílio na luta contra os Habsburgos na Hungria Real no ano de 1604.
Estêvão Bocskai viveu de 1 de Janeiro de 1557 até 29 de Dezembro de 1606.
Com a sua morte a coroa foi envida, em 1609, a Áustria.

## Recursos
Estilo: otomano com influência bizantina.
Forma: modelo do tipo Camelauco.
Material: ouro, pedras preciosos e pérolas.

## Conservação
A peça é atualmente exibida na Câmara do Tesouro do Palácio Imperial de Hofburg, na capital austríaca.